# باد تولتس
باد تولز (بالألمانية: Bad Tölz) هي بلدة ألمانية تقع في ألمانيا في منطقة باد تولتس فولفراتسهاوزن.[بحاجة لمصدر] يقدر عدد سكانها بـ 17,648 نسمة .

## المدن التوأمة
مدن فيشي، سان جوليانو تيرمي ومايرهوفن هي مدن توأمة لـباد تولز.

## أعلام
- ميكيلا جيرغ
- هانس زاك
- بيتر شارف
- أليكسي بافلوف
- ماريان ماير